# Ismaił Dżabbarow
Ismaił Dżabbarow (ros. Исмаил Джаббаров, ur. 1932) – radziecki działacz partyjny narodowości uzbeckiej.
Od 1954 pracował na Kolei Środkowoazjatyckiej, ukończył Taszkencki Instytut Inżynierów Transportu Kolejowo-Drogowego i Wyższą Szkołę Partyjną przy KC KPZR, od 1959 w KPZR. Od 1963 funkcjonariusz partyjny, 1977-1982 pracownik aparatu KC KPZR, 1982-1984 II sekretarz Komitetu Obwodowego Komunistycznej Partii Uzbekistanu w Nawoi, 1984-1988 I sekretarz Komitetu Obwodowego KPU w Bucharze. 1986-1988 zastępca członka KC KPZR, deputowany do Rady Najwyższej ZSRR 11 kadencji.